# 소년심판
《소년심판》(少年審判 영어: Juvenile Justice)은 넷플릭스에서 2022년 2월부터 방영된 대한민국의 법정 드라마이다.

## 제작진

### 연출
- 홍종찬 : ( SBS 월화 미니시리즈 《닥터 이방인》(공동연출), Drama Cube 5부작 드라마 《시크릿 러브》(공동연출), tvN 월화 미니시리즈 《마이 시크릿 호텔》(연출), 네이버 TV 목요 웹드라마 《로스:타임:라이프》(연출), tvN 금토 미니시리즈 《디어 마이 프렌즈》(연출), tvN 주말 미니시리즈 《명불허전》(연출), tvN 4부작 주말 특별기획드라마 《세상에서 가장 아름다운 이별》(연출), JTBC 월화 미니시리즈 《라이프》(공동연출), tvN 수목 미니시리즈 《그녀의 사생활》(연출), tvN 월화 미니시리즈 《링크:먹고 사랑하라, 죽이게》(연출) 등 연출 )

### 극본
- 김민석 : (이 작품이 데뷔작, 2013년 한국방송작가협회 교육원 신인상 <'정이'를 위하여> 최우수 당선)

## 등장인물

### 주요 인물
- 김혜수 : 심은석 역 - 연화지방법원 소년형사합의부 우배석 판사
- 김무열 : 차태주 역 - 연화지방법원 소년형사합의부 좌배석 판사 (어린 태주 : 김기민)
- 이성민 : 강원중 역 - 연화지방법원 소년형사합의부 부장판사
- 이정은 : 나근희 역 - 강원중의 후임 부장판사, 5년전 아파트 벽돌투척사건 담당 판사

### 연화 지방 법원
- 최정우 : 김동효 역 - 연화 지방 법원 법원장 (특별출연)
- 박지연 : 우수미 역 - 소년형사합의부 주임
- 이상희 : 주영실 역 - 소년형사합의부 참여관
- 신재휘 : 서범 역 - 소년형사합의부 실무관
- 금광산 : 경중한 역 - 법무부 소속 사법경찰 경위

### 소년들
- 이연 : 백성우 역 - 연화 초등생 살인사건 공모자
- 황현정 : 한예은 역 - 연화 초등생 살인사건 주범
- 조미녀 : 우설아 역 - 상습 소매치기 소녀범
- 심달기 : 서유리 역 (아역 고쥬니, 박소을) - 가정폭력 피해자
- 김준호 : 강신우 역 - 강원중의 아들, 문광고등학교 시험문제 유출 사건에 연루되어있다
- 송덕호 : 곽도석 역 - 이남경 일행에게 상습 협박을 당했던 피해자, 무면허 운전자
- 정수빈 : 백미주 역 - 이남경 일행에게 상습 협박을 당했던 피해자
- 이석형 : 이남경 역 - 미성년자 무면허 뺑소니 사건의 주범
- 정예녹 : 김이선 역 - 무면허 뺑소니 소년범
- 이준성 : 강태훈 역 - 무면허 뺑소니 소년범
- 정세현 : 황인준 역 (아역 박시원) - 연화 집단 성폭행 사건 소년범, 5년전 벽돌투척사건 소년범
- 김도건 : 서동균 역 - 연화 집단 성폭행 사건 소년범
- 김준성 : 오경수 역 - 연화 집단 성폭행 사건 소년범
- 김균하 : 백도현 역 (아역 유주원) - 연화 집단 성폭행 사건의 주범, 5년전 벽돌투척사건 소년범

### 푸름 청소년 회복센터
- 염혜란 : 오선자 역 - 푸름 청소년 회복센터 센터장 (특별출연)
- 김보영 : 최영나 역 - 도유경을 왕따시킨 주범
- 최지수 : 오연지 역
- 하이안 : 우민경 역 - 센터장이 악마라며 모함하지만 결국 센터장에게 담배딜을 하며 거절당하자 밥그릇을 집어던진 소년범
- 윤서아 : 고혜림 역
- 김정윤 : 여지은 역
- 조현서 : 한민주 역
- 조윤수 : 윤은정 역
- 박정윤 : 도유경 역 - 최영나와 센터에 입소한 아이들에게 괴롭힘에 다쳐서 입원해 있는 아이
- 정이주 : 김아름 역 (아역 이지현) - 오선자의 딸
- 박채희 : 김아진 역 - 오선자의 딸

### 그 외 인물
- 박종환 : 고강식 역 - 연화경찰서 여성청소년과 경장
- 신연우 : 치현 역 - 연화경찰서 여성청소년과 형사, 강식의 후배
- 김영아 : 허찬미 역 - 법무법인 거보 소속, 한예은 담당 변호사, 심은석과는 연수원 동기
- 유정호 : 김형준 역 - 한울일보 정치부 기자
- 이주원 : 윤지후 역 - 연화 초등생 살인사건 피해자
- 박옥출 : 백성우의 어머니 역
- 박보경 : 윤지후의 어머니 역 - 연화 초등생 살인사건 피해자 유가족
- 김찬형 : 윤지후의 아버지 역 - 연화 초등생 살인사건 피해자 유가족
- 윤채원 : 소년범 역
- 이고은 : 소년범 역
- 김정호 : 소년범 역
- 임유성 : 연화 초등생 살인사건 목격자 역
- 강석원 : 음식점 점장 역
- 이채현 : 윤지후 어머니의 조카 역
- 현봉식 : 서원식 역 - 서유리의 아버지, 상습 가정폭력범
- 이주실 : 서유리의 친할머니, 서원식의 어머니
- 박혜진 : 차태주의 어머니 역
- 정수빈 : 백미주 역
- 박지민 : 은소희 역
- 김수겸
- 손성찬
- 나호원
- 이재학 : 서유리 가출팸 일원 역
- 김미지 : 간호사 역
- 강은진 : 서유리가 근무하는 미용실 원장 역
- 엄옥란 : 요양보호사 역
- 허민강 : 화분 배달원 역
- 김미혜 : 기자 역
- 임선우
- 유성우 : SY캐피탈 대표 역
- 이지민 : 유현지 역 - 중고거래 사이트 사기, 촉법소년
- 강학수 : 유현지의 아버지 역
- 유인석 : 푸름 청소년 회복센터 설립을 반대하는 주민 역
- 이원진 : 의사 역
- 최재섭 : 미성년자와 조건만남을 가진 남자 역
- 김경미
- 김서진 : 최영나가 차안에서 바라본 여학생 역
- 하민 : 대전지방법원 판사 역
- 오성식 : 소년범 역
- 임유란 : 소년범의 어머니 역
- 김용호 : 최영나의 삼촌 역
- 박미현 : 강원중의 부인 역 - 강신우의 어머니
- 황인준 : 박현찬 역 - 문광고등학교 교무부장
- 김정환
- 오민욱 : 강정우 역 - 강원중의 둘째아들, 강신우의 동생
- 장대웅 : 이석현 역
- 윤영경 : 이석현의 어머니 역
- 안귀령 : 아나운서 역
- 정승제 : 수학 강사 역
- 이준희 : 스케줄 관리해주는 남자 역
- 미상 : 한지원 역 - 문광고등학교 영어교사, 답안지 유출 사건 최초 제보자
- 김정환 : 검사 역
- 이세랑 : 곽도석의 어머니 역
- 이봄 : 오규상의 부인 역
- 손경원 : 미성년자 무면허 사건 보조인 역
- 박재원
- 승의열 : 미성년자 무면허 사건 소년범의 아버지 역
- 김나인
- 김문찬 : 미성년자 무면허 사건 소년범의 아버지 역
- 이동규 : 시사 N 이슈의 앵커 역
- 강영구 : 소년법 개정을 위해 강원중과 토론하는 판사 역
- 장의돈
- 변건우 : 실무관 역
- 이예주 : 오규상의 딸 역
- 김왕도 : 렌터카 업체 사장 역
- 한희정 : 렌터카 업체 여직원 역
- 전국향 : 혜순 역 - 이환의 어머니이자 심은석의 시어머니
- 강채영 : 강선아 역 - 연화 집단 성폭행 사건 피해자
- 서수희 : 백하린 역 - 편의점에서 담배 훔친 소년범
- 김준원 : 강선아의 아버지 역
- 정수지
- 김은우 : 은석과 1년동안 같이 근무했던 판사 역
- 서동갑 : 백하린의 아버지 역
- 이영실 : 황인준의 보호자 역
- 박다온 : 남궁찬 역 - 이환과 은석의 아들, 5년 전 아파트 벽돌투척 사건의 피해자
- 김소희 : 강선아의 친구 역
- 김가을 : 백도현 가출팸의 일원 역
- 이채은 : 백도현 가출팸의 일원 역
- 김민아 : 신민지 역 - 백도현 가출팸의 일원이자 전 여자친구
- 송창규 : 모텔 주인 역

### 특별출연
- 유재명 : 엄준기 역 - 자유당 국회의원 (3~4회, 6~7회)
- 김주헌 : 남궁이환 역 - 심은석의 전 남편, 현직 검사 (4~6회, 9~10회)

## 수상 목록
- 2022년 제58회 백상예술대상 극본상 (김민석 작가)

## 참고사항
- 김무열과 금광산은 OCN 토일드라마 《아름다운 나의 신부》 이후로 8년만에 재회하며, 《나쁜 녀석들: 악의 도시》 이후로 6년만에 재회한다.
- 김무열과 유재명은 영화 《악인전》 이후 4년만에 재회한다.

- 이정은과 김혜수는... 영화 《내가 죽던 날》 이후 2년만에 재회한다.
- 이성민과 박종환은 영화 《검사외전》 이후 8년만에 재회한다.